# Соловйов Володимир Олександрович
Володимир Олександрович Соловйов (1907–1978) — радянський драматург, поет і перекладач. Лауреат двох Сталінських премій другого ступеня (1941, 1946).

## Біографія
В. О. Соловйов народився 8 квітня (26 травня за ст. ст.) 1907 року в місті Суми. Працював монтером на заводі, потім у комсомольських організаціях. Почав літературну діяльність із віршів, але незабаром перейшов до драматургії. Микола Маков, у неопублікованих спогадах «Діти жовтня» («Штрихи спогадів»), Ленінград, 1965, пише:
«Пам'ятаю, як вперше з'явився в редакції „Червоної газети“ новий поет з 3-ї електростанції, з повним червонощоким обличчям і веселими, трохи пустотливими очима. Він підійшов до завідувача відділу на „Фабриках і Заводах“ тов. Рабиновича і відрекомендувався: „Володимир Соловйов!“
Згодом лауреат державної премії, автор відомих п'єс: „Фельдмаршал Кутузов“, „Великий государ“ та інших, Соловйов приніс вірші, акуратно написані на гарному крейдяному папері. У нього була звичка голосно читати свої твори перед „резцовцями“.
„Вдали качается желтеющее брюхо / Беременной Земли…“
декламував Соловйов, розхвалюючи досить сміливі, у той час, образи своїх віршів.
<…>

У 1928 році мені довелося працювати разом з Володимиром Соловйовим: в журналі „Льон. Металіст“ гумористичну сторінку ми випускали під редакцією Михайла Козакова — автора відомих романів „Людина, що падає ниць“, „Дев'ять точок“ та ін.»
Писав переважно п'єси у віршах на історичні та соціальні теми. Переклав на російську мову п'єси «Сірано де Бержерак» Едмона Ростана, «Покарання без помсти» Лопе де Вега, «Співак народу» К. Джантошева, «Хамза» Каміля Яшена. Автор лібрето опери «Денис Давидов» (1957).
Як правило, Соловйов пише складним віршем. Його п'єси свідчать про досвід автора, але не про глибинність.
В. А. Соловйов помер 30 січня 1978 року. Похований на Новодівичому кладовищі (ділянка № 1).

## Творчість
- Історична дилогія у віршах «Великий государ» (« Іван Грозний», «Цар Іван») (1945) (про Івана Грозному). В початковій версії п'єси це далекоглядний правитель, вимушений в інтересах держави застосовувати насильство. У версії 1955 року, згідно з новою партійною лінією та історичною правдою, цар кається, що погубив невинних людей.
- «Цар Юрій» (пост. 1966)
- «Ми олонецькі» (1932)
- «Особисте життя» (1934)
- «Чужий» (1938) — викриття шкідництва в промисловості
- «Фельдмаршал Кутузов» (1939, первісна назва «1812 рік»)
- «Переправа» (1943) — драматична поема
- «Шлях перемоги» (1948) — про підпільників
- «Переможців судять» (1950) (про Паризьку Комуну)
- «Золота чума» (1952) (про Паризьку Комуну)
- «Хамелеони» (1957) — сатира
- «Небезпечна професія» (1958) — про підпільників
- «Привид у Парижі» (1960) — перероблена версія п'єс « Переможців судять» і «Золота чума (Зрада нації)»
- «Загибель поета» (1961) (про Олександра Пушкіна)
- «Денис Давидов» (1963)
- «Маленьке коліщатко історії» (1963) — кіносценарій на антирелігійну тему
- «Яблука, які не продаються» (1966) — телепєса
- «Мислячі, люблячі і одержимі» (пост. 1968)
- Збірки віршів
- «Двадцята весна» (1929)
- «Ну, і типи!» (1930)

## Нагороди та премії
- орден Трудового Червоного Прапора (14.04.1944)
- орден «Знак Пошани» (28.10.1967)
- медалі
- Сталінська премія другого ступеня (1941) — за п'єсу «Фельдмаршал Кутузов» (1939)
- Сталінська премія другого ступеня (1946) — за п'єсу «Великий государ» (1945)